# 于福龙
于福龙（1964年8月—），中华人民共和国外交官，曾任中华人民共和国驻阿曼苏丹国特命全权大使和中国红十字会副会长。

## 生平
于福龙曾任驻伊朗大使馆三等秘书、外交部干部司二等秘书、驻文莱大使馆一等秘书、外交部干部司一等秘书、副处长、驻伊朗大使馆政务参赞兼首席馆员、外交部干部司副司长。2014年10月，出任中华人民共和国驻阿曼大使。2018年10月，自驻阿曼大使离任。2019年，挂职中国红十字会副会长。